# Dystactula kaltenbachi
Dystactula kaltenbachi är en bönsyrseart som beskrevs av Roger Roy 2006. Dystactula kaltenbachi ingår i släktet Dystactula och familjen Mantidae. Inga underarter finns listade i Catalogue of Life.